# Aedes varipalpus
Aedes varipalpus é um espécie de mosquito do Género Aedes, pertencente à família Culicidae.